# Holsterburg
Die Holsterburg, auch Burg Holthusen genannt, ist eine wahrscheinlich um 1150 erbaute, erstmals 1191 schriftlich erwähnte und 1294 zerstörte abgegangene Niederungsburg südöstlich von Warburg in Nordrhein-Westfalen.

## Geschichte

### Erbauung
Die Burg wurde vor 1191 durch die Brüder Hermann und Bernhard Berkule in der Nähe des 1170 erstmals erwähnten Dorfes Holthusen erbaut, um die zugehörigen Bauernhöfe sowie die Landstraße von Warburg nach Kassel zu kontrollieren. 1224 erhob der Mainzer Erzbischof Siegfried II. von Eppstein Anspruch auf die Burg, die die Herren von Berkule dem Kölner Erzbischof Philipp von Heinsberg zu Lehen aufgetragen hatten.
Die wachsende Unterdrückung der zugehörigen Bauern durch den Burgbau hatte allerdings zur Folge, dass einige Bauern versuchten, in die neu angelegte und ausgebaute Stadt Warburg zu fliehen. Um 1240 musste sich daher die Altstadt Warburg verpflichten, Bauern des Ritters Hermann Berkule nur mit dessen Zustimmung aufzunehmen. Doch dieser Frieden währte nicht lange, und schon 1245 beschossen die Holthusener die Altstadt wieder mit Pfeilen. Durch den Bau der Höhenburg Burg Calenberg konnten die Ritter Berkule ihre Macht noch weiter ausdehnen.

### Zerstörung 1294
Am 6. November 1294 schloss schließlich der Landesherr, der Paderborner Bischof Otto von Rietberg, ein Bündnis mit verschiedenen Städten zur Sicherung des Landfriedens. Der Bischof versicherte, alles in seiner Macht stehende tun zu wollen, um diejenigen, die an der Zerstörung der Burg beteiligt waren, die Männer aus der Burgbesatzung gefangengehalten oder hingerichtet hatten, vor Rache nehmenden Raubzügen, Schäden, Brandstiftungen oder anderen Nachstellungen zu schützen. Denen, die mit Brandpfeilen gegen die Städte vorgehen würden, wurden Sanktionen angedroht. Danach wurde die Burg von Streitern aus Warburg, Marsberg, Höxter, Fritzlar, Hofgeismar, Wolfhagen und Naumburg erstürmt und zerstört. Einige der gefangengenommenen Ritter wurden hingerichtet. Johann Berkule unterwarf sich dem Bischof, und der machte ihn zu einem seiner Burgmänner in Warburg. Um 1300 fiel auch die Burg Calenberg an den Paderborner Bischof Otto, der sie mit seinen Gefolgsleuten besetzte.
Nach ihrer Zerstörung war die Holsterburg durch einen Erdhügel überdeckt worden, vermutlich auch aus symbolischen Gründen, um das Geschlecht der Berkule und ihren Stammsitz aus dem Gedächtnis der Nachwelt zu tilgen. Unter dem Hügel hat sich die Anlage im Zustand des Jahres 1294 konserviert.

### Wiederentdeckung und Ausgrabung 2010–2017
Der bewachsene Hügel der ehemaligen Holsterburg im Diemeltal war früher von den Fachleuten als sogenannte Motte klassifiziert worden. Bei einer Vermessung im Jahre 2010 kam am Rand des Hügels ein Eckquader zum Vorschein. Im Sommer 2010 wurde von einem Grabungsteam vom Referat Mittelalter- und Neuzeitarchäologie des Landschaftsverbandes Westfalen-Lippe unter Leitung von Andrea Bulla mit der Ausgrabung der Burganlage begonnen. Seitdem wurden jährlich Grabungskampagnen durchgeführt. Ab 2015 leitete der Archäologe Kim Wegener die Grabungen auf der Holsterburg. Mit Abschluss der Grabungskampagne 2017 wurden die archäologischen Grabungsarbeiten an der Holsterburg offiziell für beendet erklärt.
Im Rahmen der Arbeiten fanden die Archäologen eine Achteckanlage aus der Stauferzeit mit einer 1,70 Meter breiten zweischaligen Kalksteinmauer, in deren Verlauf verputzte Quader mit bis zu 1,38 Meter Länge verarbeitet worden waren.
Bis zu den Ausgrabungen war man davon ausgegangen, dass es sich um eine Wasserburg handelte. Neue archäologische Untersuchungen der LWL-Archäologie für Westfalen haben dies mittlerweile widerlegt.
Während der Grabungskampagne im Jahr 2017 fand sich ein einteiliger Doppelkamm aus Elfenbein mit kunstvoll geschnitzten Motiven. Er wird in das dritte Viertel des 12. Jahrhunderts datiert und als liturgischer Kamm angesehen.

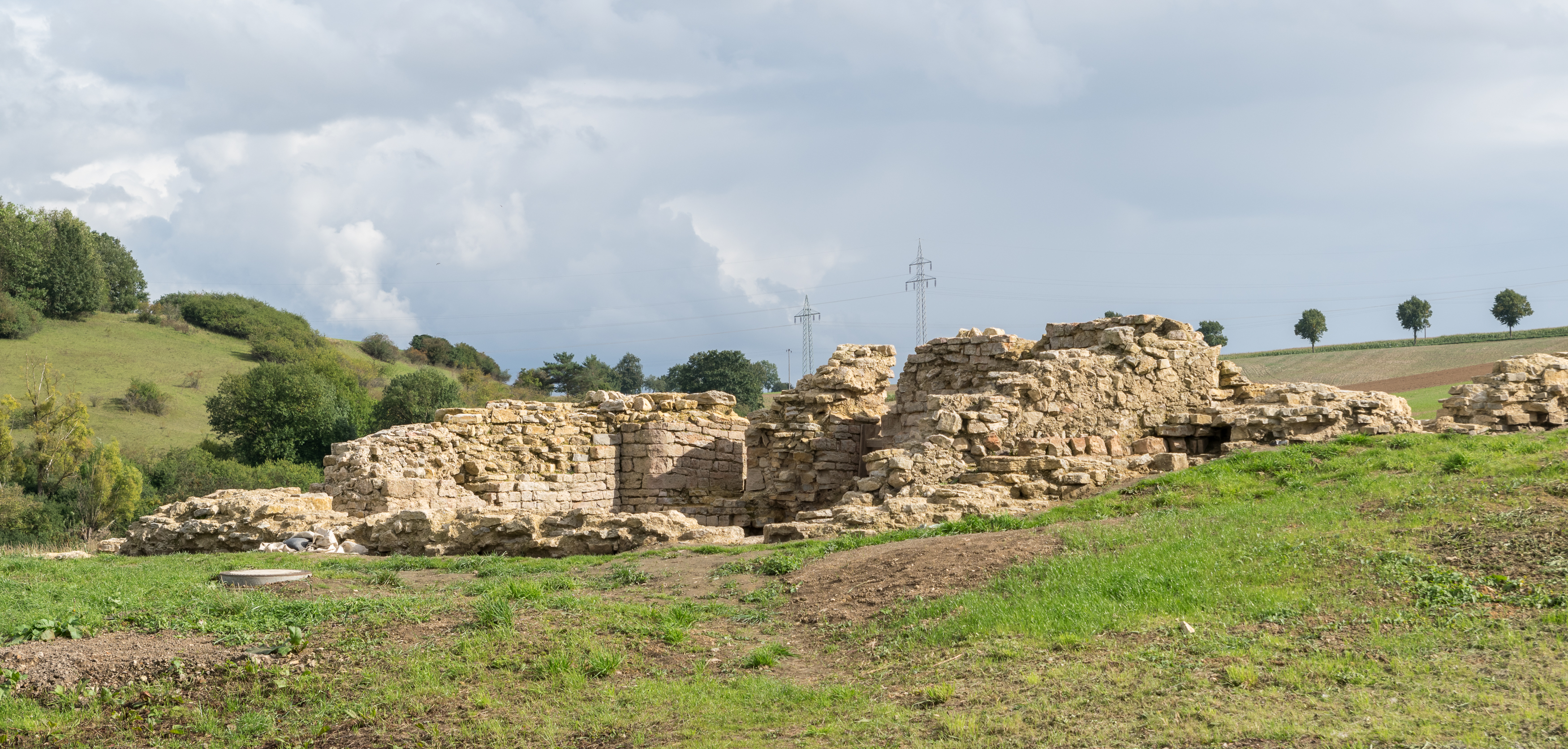
Ausgegrabene Reste der Holsterburg
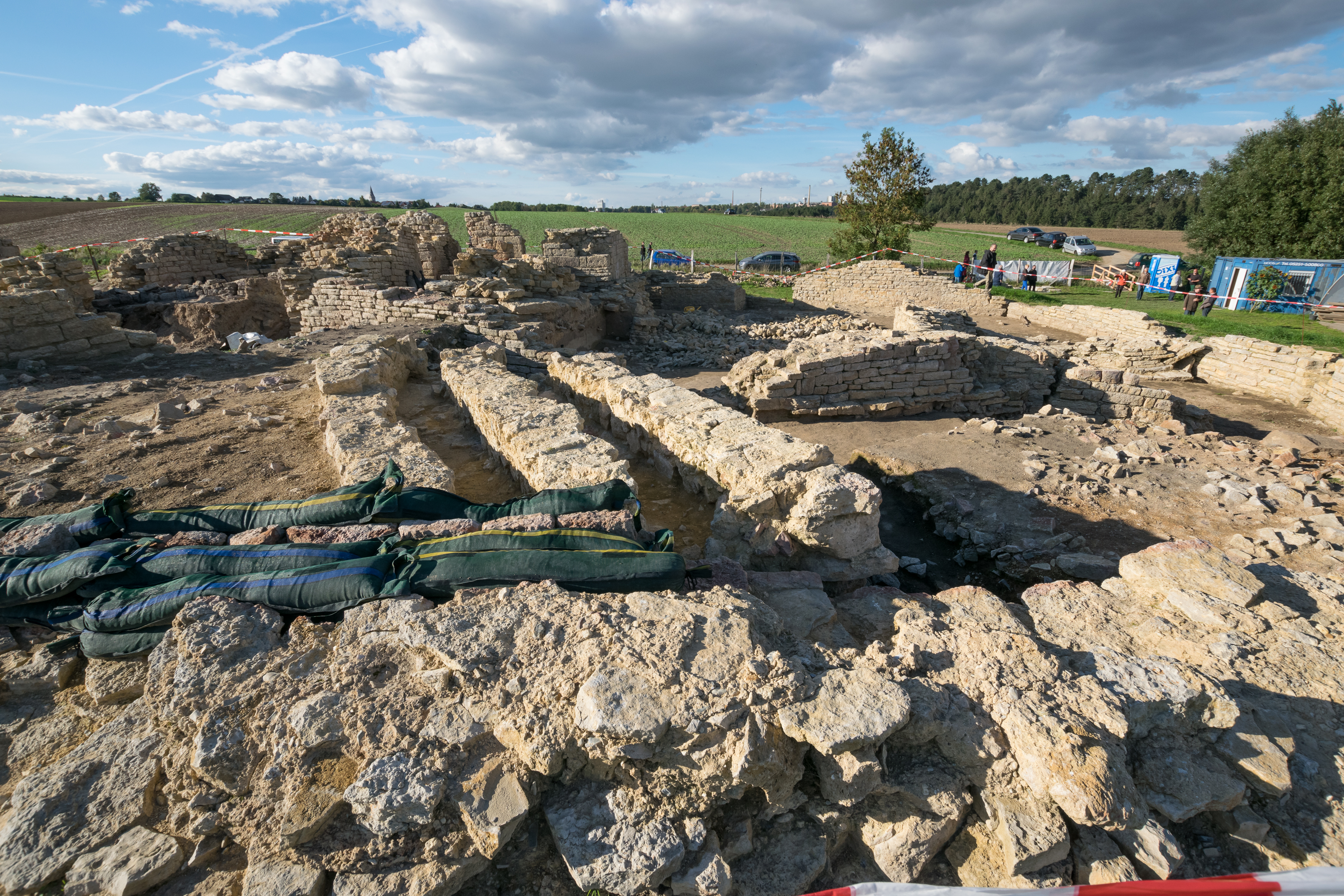
Blick in das freigelegte Innere der Burg
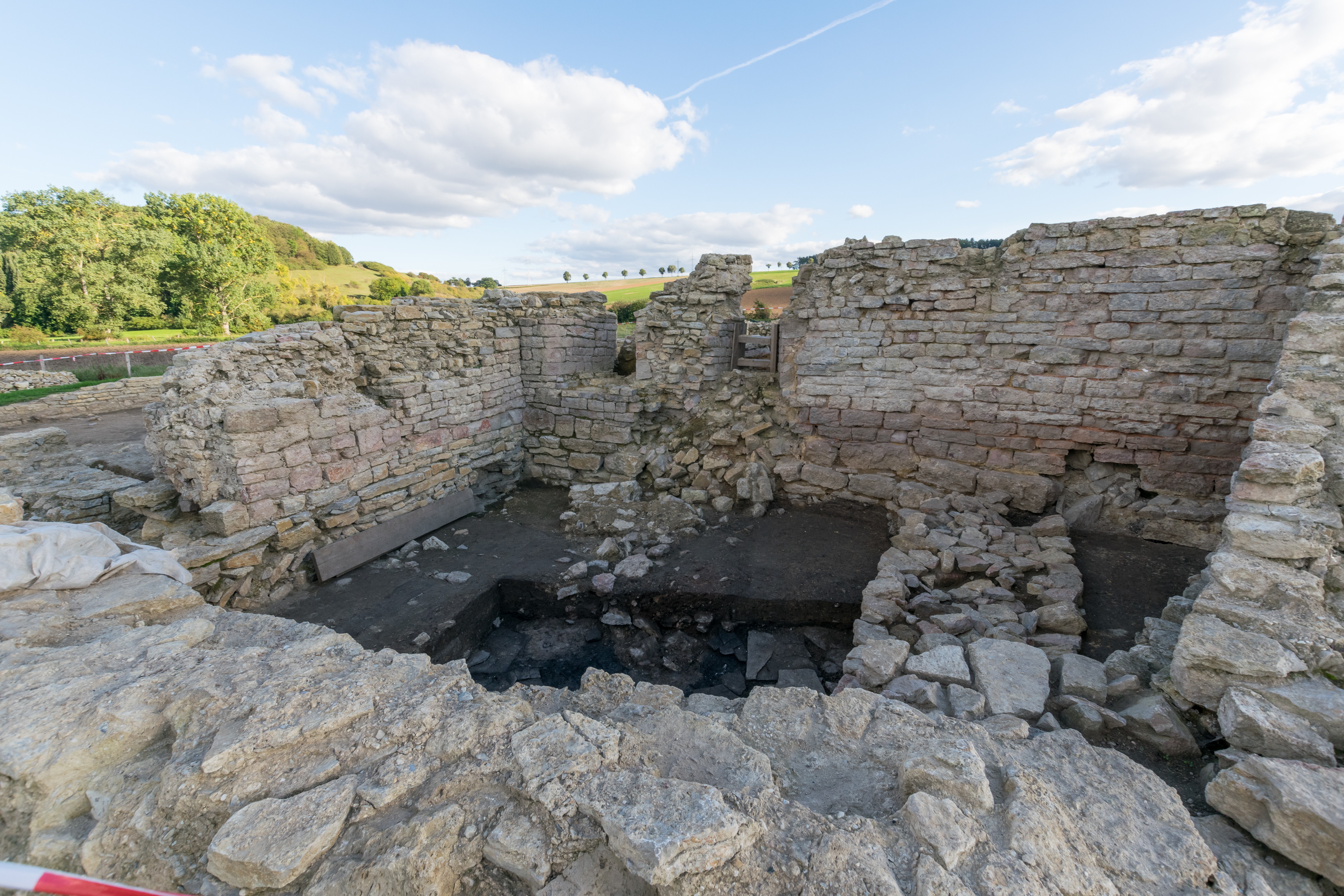
Freigelegte Mauerreste

## Beschreibung

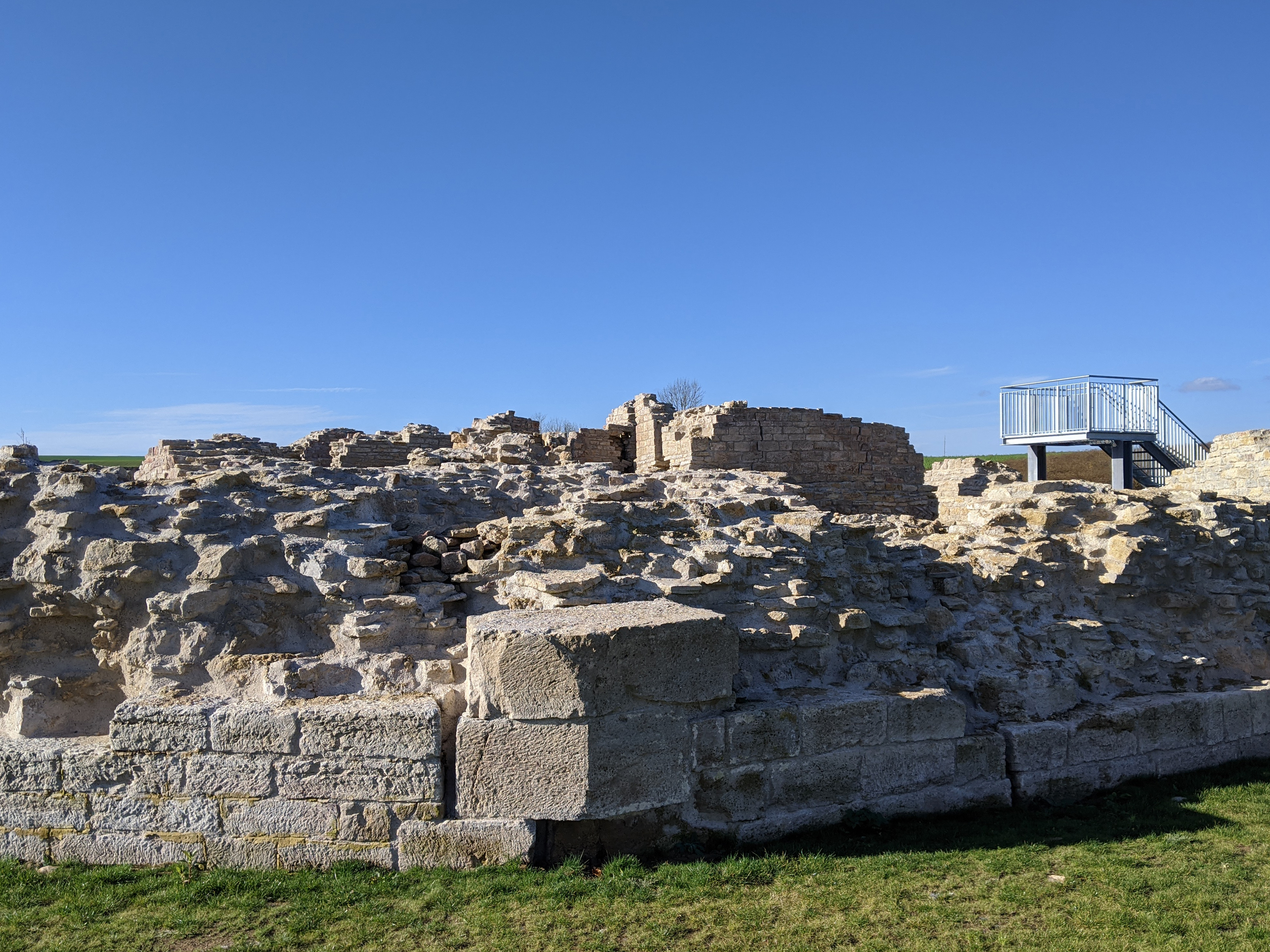
Oktagonsegment aus Glattquadern mit Fischgrätenmuster, dazwischen große Eckquader

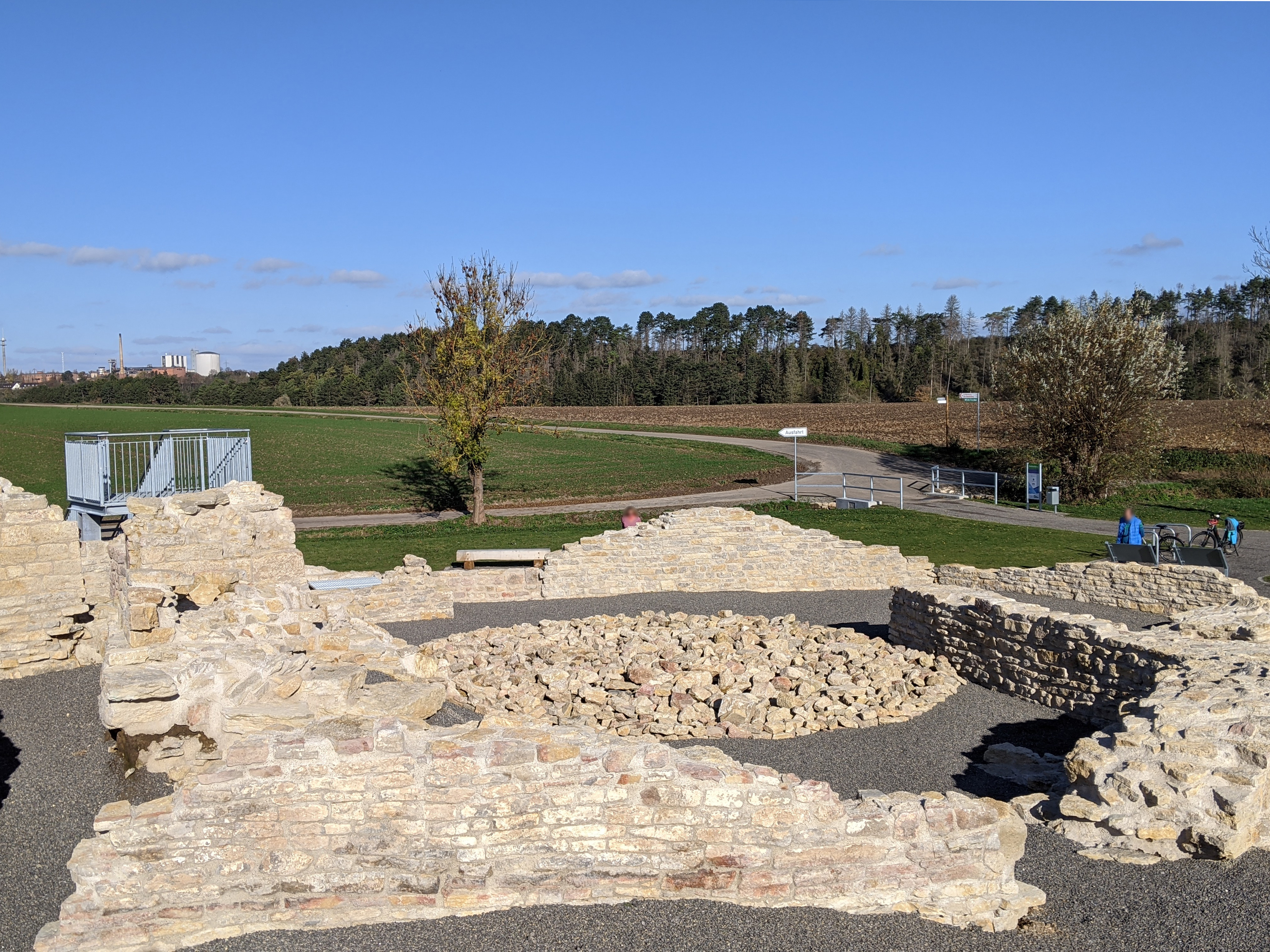
Nördlicher Innenhof mit Ausbruchgrube des Bergfrieds.

Die Holsterburg ist eine als Oktogon gebaute Niederungsburg, eine für Burgen sehr seltene Bauform. Sie ist die einzige ihrer Art in Westfalen und eine von nur drei oktogonalen Burgen in Deutschland. Vergleichbare, aber etwas spätere oktogonale Ringbauten waren die Tübinger Burg Kilchberg sowie die Elsässer Burgen Egisheim, Guebwiller und Wangen; erst einige Jahrzehnte später entstand das berühmte Castel del Monte.
Die oktogonale Ringmauer hat eine Länge von circa 87 Metern. Die Außenschale ist in Gänze aus sorgfältig bearbeiteten, regelmäßig angeordneten Glattquadern gebaut, die Eckverbände aus fast fugenlos gesetzten, fein geglätteten Eckquadern. Die Mauersegmente zeigen bei vielen der Steine auf der Schauseite Variationen von Fischgrätmustern und Fugennetze mit feinem Fugenstrich. Die beiden Mauerschalen sind durch Pressmörtel aus Sand und Bruchsteinen verbunden. Insgesamt umschließt die Mauer ein Areal von 428 Quadratmetern, bei einem Durchmesser von 26 Metern. 
Große Aufmerksamkeit erregte der Befund eines Kalksteinkanals, der innen bündig mit der Innenschale in der Ringmauer integriert verläuft. Er war vermutlich Teil eines Heizsystems. 
Im Inneren der Burg befanden sich drei Gebäude: eines im Nordwesten, eines im Osten sowie die daran angrenzende Randbebauung im Südwesten und Süden der Burg. Inmitten des nördlichen Innenhofs befand sich der Bergfried, dessen Standort sich noch heute in Form einer Ausbruchgrube zeigt. Die Grube wurde mit dem beim Abbruch angefallenen Steinmaterial gefüllt.